# Яракуй
Яраку́й (Yaracuy) — штат на півночі Венесуели.
Площа 7100 км².
Населення 597,7 тис. чол. (2007).
Адміністративний центр — місто Сан-Феліпе.

## Природа
Більша частина території штату гориста: на заході — хребет Сьєрра-де-Ароа, висотою до 1787 м, на сході — відроги Карибських Анд, висотою до 1200 м. Хребти розділені широкою долиною річки Яракуй.
Клімат субекваторіальний, спекотний, з дощовим літом. Пересічні температури 25-28°С, опадів 500—1000 мм за рік.
Вічнозелені та літньозелені тропічні ліси.

## Економіка
Основа економіки — сільське господарство. Вирощують арахіс, цукрову тростину, батат, ямс, банани, кукурудзу.
Розвинута також легка промисловість.
Через територію штату проходить Панамериканське шосе.